# C2C (애니메이션 제작사)
주식회사 C2C(일본어: 株式会社C2C, 영어: C2C Co.,Ltd)는 일본의 애니메이션 제작사다.

## 역사
Triple A의 제작 데스크였던 야마다 료스케와 제작 진행 오노 타쿠야, 애니메이터 오다 타케시 등이 Triple Aa로부터 원청 제작의 작품을 만들어 내는 것을 목표로 2009년 5월, Triple A의 자회사로서 설립되었다. 회사명은 'Challenge To Challenge'의 약자이며, 모회사인 TripleA의 기업이념 '도전 없이 성공은 없다'로부터 영향을 받았다.
애니메이션 기획·제작을 사업으로 하면서도, 설립 후에는 모회사와 마찬가지로 타사의 그로스 하청을 메인으로 활동하고 있었다. 2012년부터 《유루메이츠 3D》 등의 5분 쇼트 애니메이션 제작 담당이나 타사와의 공동 제작이라는 형태로 TV 애니메이션 시리즈 등의 원청 제작을 담당한다. 제작회사· 사테라이트와의 공동제작이 많아, 원청 제작 개시 후에도 사테라이트 제작작품의 그로스 하청을 많이 담당한다.
'언젠가 전 계약 제작회사가 된다'라는 목표 아래, 타사의 그로스 하청이나 공동 제작, 쇼트 애니메이션 작품의 제작을 계속해, 설립으로부터 9년째인 2018년에 《하루카나 리시브》로 최초의 30분 TV 애니메이션 작품의 단독 원청 제작을 실시해 목표를 달성한다. 이후는 원청 제작을 메인으로 활동하고 있지만, 그로스 하청에 대해서도 지금까지 대로 계속해서 하고 있다.

## 제작 부문
플라자 하우스 에비사와의 2층을 거점으로 하고, 사내에 제작부, 작화부를 가지고고 있다. 2020년 5월 시점에서 계약 사원 포함 60명의 스태프가 소속되어 있다.
제작부에는 제작 1과와 제작 2과가 있으며, 제작 1과에서는 TV 작품 등의 애니메이션 작품, 2017년부터 시동한 제작 2과에서는 게임기(게임 작품) 내의 애니메이션을 메인으로 제작을 맡았다.
작화부에서는 연출, 원화, 동화의 스태프 재적하여 있다. 작화 부장은 당사 원청 작품에서 메인 애니메이터나 작화 감독을 담당하는 마츠오 노부유키. 동화 부장은 당사 원청 작품의 동화 검사를 맡는 타카하시 토모야. 동화에 관해서는 타카하시가 2번째의 30분 프레임 원청 TV 애니메이션이 되는 《히토리 봇치의 ○○생활》에 있어서, 사내의 동화 검사에 새로운 시스템을 도입. 타카하시가 총작화 감수로서 안정된 퀄리티의 움직임을 만들어 내는 시스템을 구축했다. 연출가도 다수 재적하고 있어, 소속 연출가 이케시타 히로키가 3작째의 30분 원청 TV 애니메이션이 되는 《사장님, 배틀 시간입니다!》에서 첫 감독을 맡는다.
원청 작품의 제2원화·동화·마무리에 관해서는 당사의 본사 빌딩의 1층에 있는 Triple A가 메인으로 담당하고 있다. 당사 제작의 원청 작품이나 그로스 담당 작품에서는 동화·마무리에 관해서, 다른 외주 스튜디오에는 발주를 거의 실시하지 않고 당사와 Triple A만으로 동화·마무리 관련의 작업의 거의 모두를 충당하는 것이 대부분이다 . 또, 촬영 처리의 일부 작업에도 Triple A가 참가하는 경우가 있다.
촬영 처리에 관해서는 촬영 스튜디오 시안에 외주하고 있다. 3DCG에 관해서도 시안이 담당하고 있지만, 3D 디렉터에는 향순평을 기용하는 경우가 많다. 배경 미술도 외주하고 있어 스튜디오 와이 에스나 스튜디오 츄리뿌에의 외주가 많다.
30분 프레임의 원청을 개시한 이후, 애니메이터·연출가 쿠보오카 토시유키를 감독에 기용하는 경우가 많아, 30분 프레임 원청의 제1작째 《하루카나 리시브》나 제4작째 《마녀의 여행》에서 감독을 맡고 있다. 또, 쿠보오카가 감독을 맡는 원청 작품에서는 당사 소속 애니메이터 오다 다케시가 캐릭터 디자인을 담당하고 있다.

## 작품

### TV 애니메이션
- 유루메이츠 3D (2012년)
- 유루메이츠 3D PLUS (2012년)
- 누나가 왔다 (2014년)
- GO! GO! 575 (2014년)
- M3 ~그 검은 강철~ (2014년)
- 아쿠에리온 로고스 (2015년)
- 종말에 뭐하세요? 바쁘세요? 구해주실 수 있나요? (2017년)
- 하루카나 리시브 (2018년)
- 히토리 봇치의 ○○생활 (2019년)
- 사장님, 배틀 시간입니다! (2020년)
- 마녀의 여행 (2020년)
- 달이 이끄는 이세계 여행 (2021년)
- 프라오레! ~PRIDE OF ORANGE~ (2021년)
- 전생했더니 검이었습니다 (2022년)
- 심부름꾼 사이토 씨, 이세계에 가다 (2023년)
- 샹그릴라 프론티어 ~망겜 헌터, 갓겜에 도전하다~ (2023년)